# Cornelis Ketel

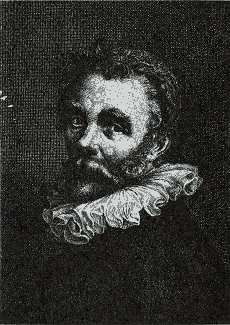

Cornelis ou Cornelius Ketel (18 de março de 1548 - 8 de agosto de 1616 foi um pintor maneirista holandês, ativo na Londres elisabetana de 1573 a 1581, e em Amsterdam até à sua morte. Ketel, conhecido essencialmente como pintor de retratos, foi também poeta e orador e, a partir de 1595, escultor.
De acordo com a biografia de Ketel, escrita por Karel van Mander, ele é conhecido quase inteiramente como um pintor de retratos, influenciando significativamente no desenvolvimento do mais importante tipo de pintura geralmente produzido nas Províncias Unidas neste período, o schuttersstuk. 
Ketel nasceu em Gouda, em 1548, sendo que o famoso pintor de vidros de Gouda Dirck Crabeth encorajou-o a começar a pintar como aluno do seu tio, Cornelis Jacobsz. Aos 18 anos, tornou-se aluno do pintor de Delft Anthonie Blocklandt. 
Mais tarde, viaja para Paris, onde vive com Jean de la Hame, pintor de vidros do rei Carlos IX. De Paris, vai para Fontainebleau, onde trabalha em 1566, nos últimos anos da Escola de Fontainebleau, uma estadia sem dúvida decisiva para a formação do seu gosto pela alegoria maneirista. Foi obrigado a abandonar a França em 1567, quando da expulsão de todos os cidadãos dos Países Baixos dos Habsburgo.
Ketel, então, vai para a Inglaterra, sendo um dos vários artistas neerlandeses exilados, ativos na corte Tudor na década de 1570. Não encontrando mercado em Inglaterra para seus temas alegóricos preferidos, Ketel regressou aos Países Baixos. Também pintou temas religiosos; é provável que fosse Remonstrante, tal como o seu amigo Hendrick de Keyser, o arquiteto e escultor da cidade. Acredita-se que o seu filho Thomas de Keyser foi aluno de Cornelis van der Voort e van der Voort (nascido por volta de 1576) terá sido aluno de Ketel; todos eles se tornaram retratistas de sucesso em Amesterdão e produziram schuttersstukken. Pieter Isaacsz, nascido na Dinamarca, foi certamente um aluno e Van Mander menciona outros. Um deles foi Wouter Crabeth, de Gouda.

### Galeria

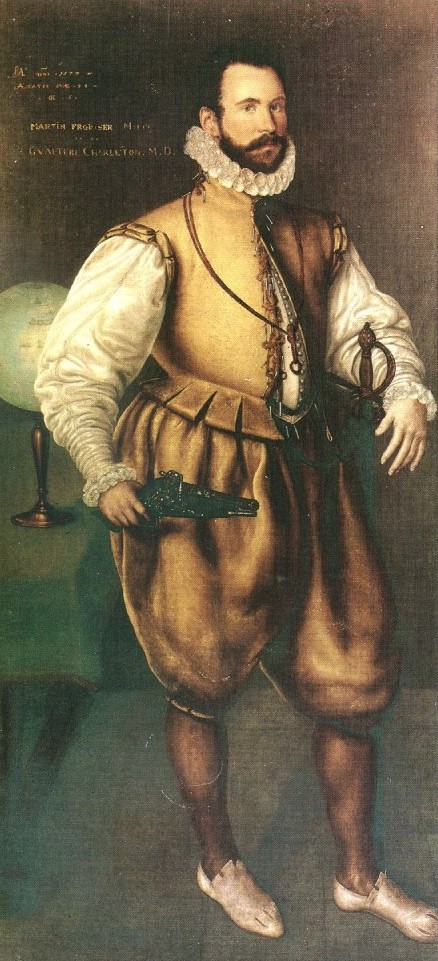
Sir Martin Frobisher, 1577
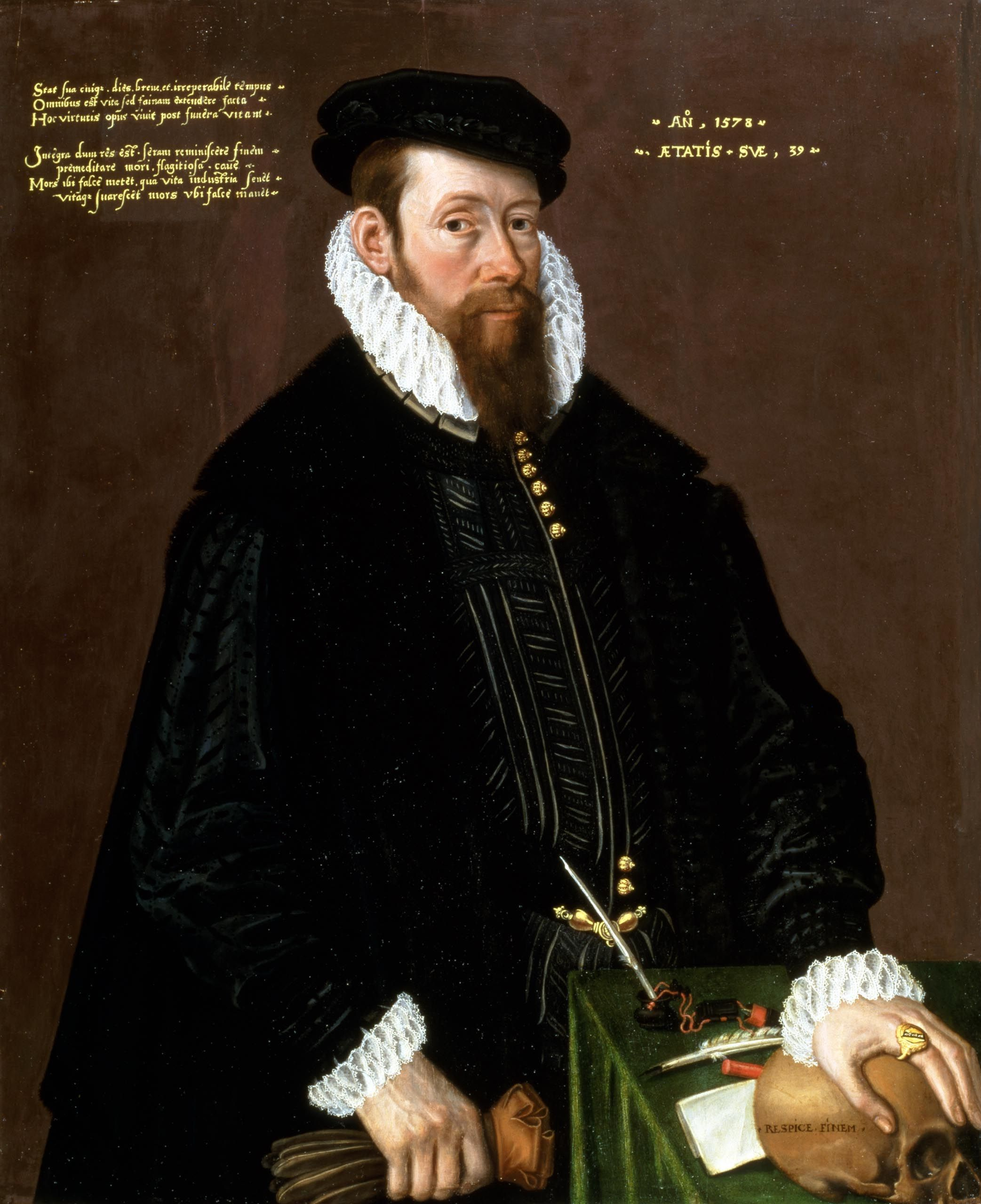
Thomas Pead, 1578.
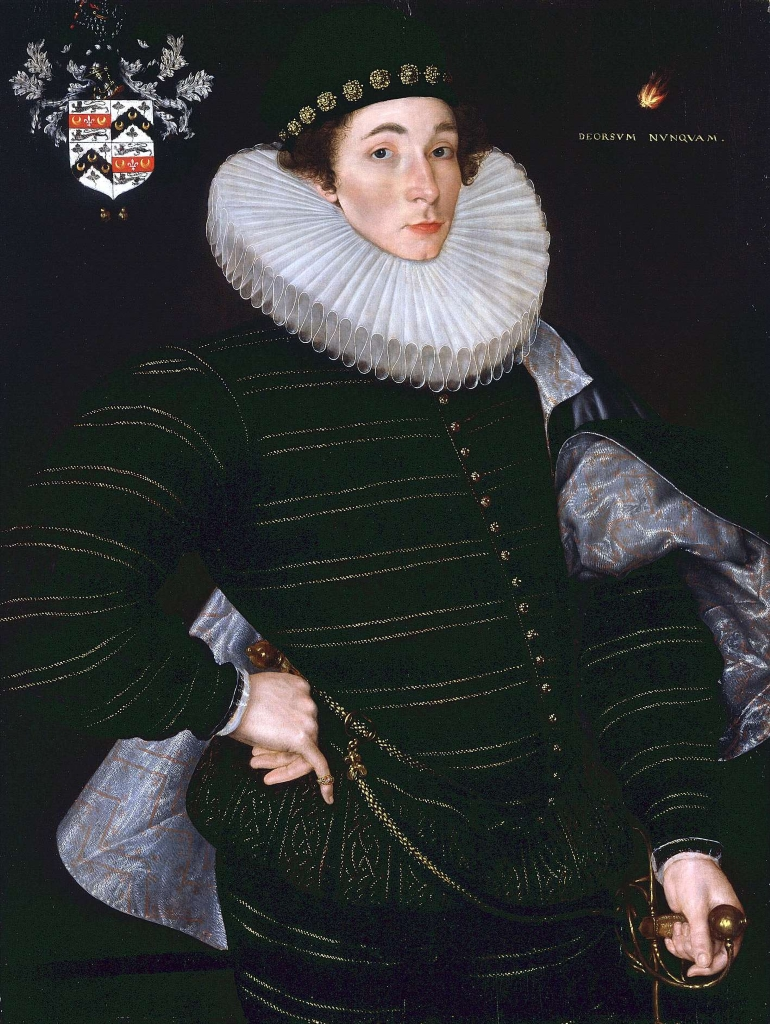
Richard Goodricke of Ribston, 1578
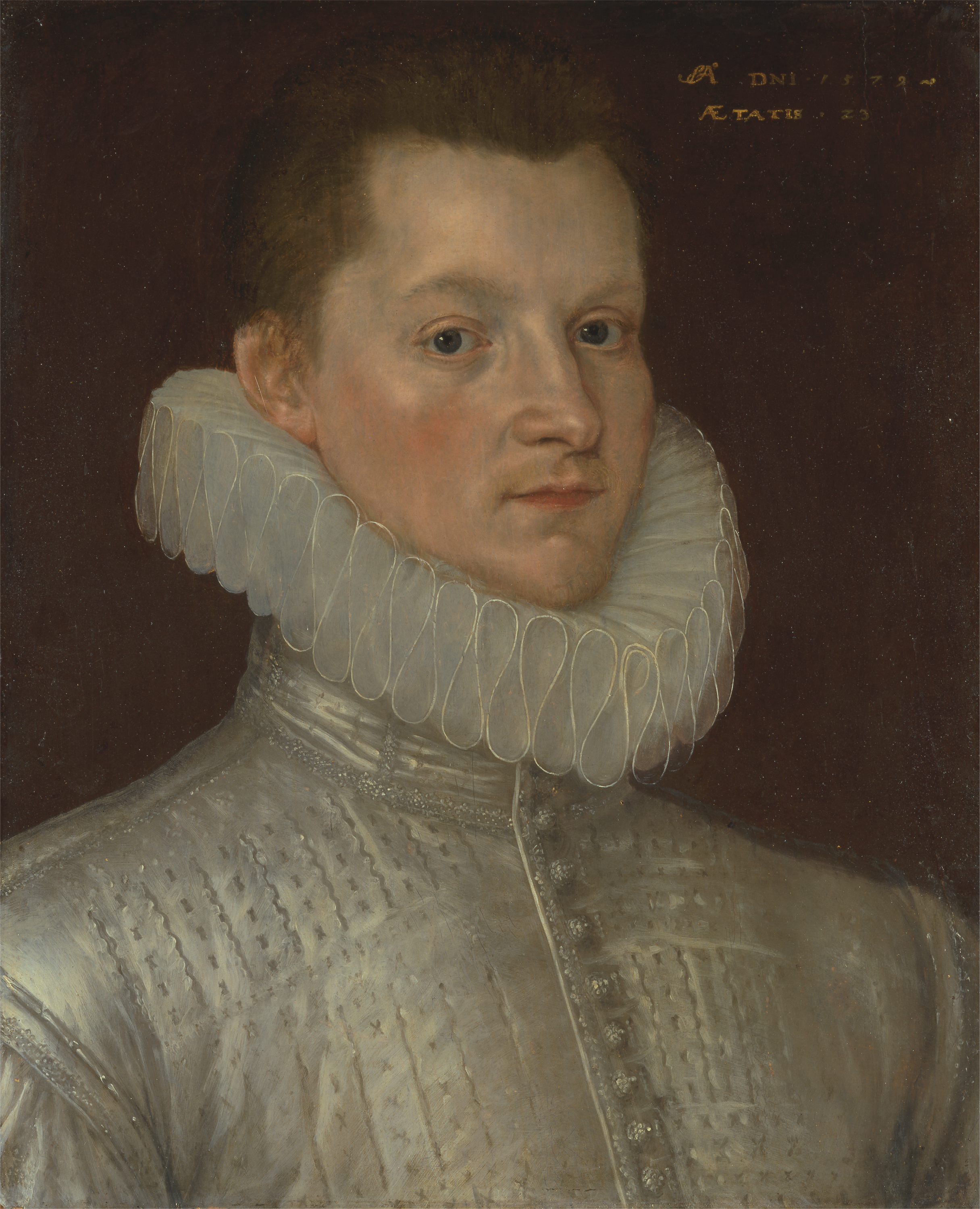
John Smythe, 1579
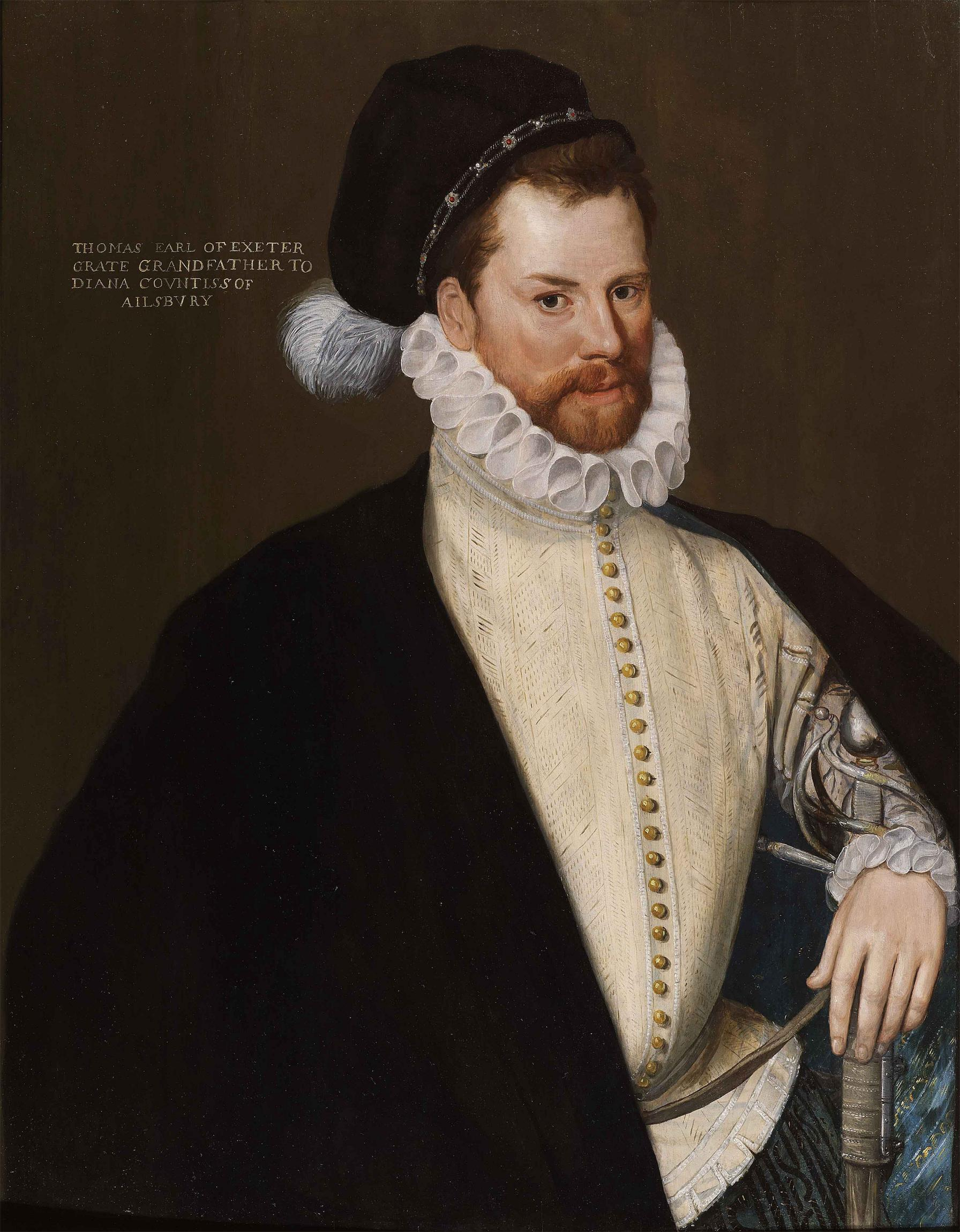
Thomas Cecil, Primeiro Conde de Exeter. 1575

## Notes
1. 1 2  Rudolf Ekkart, Cornelis Ketel, ‘’Grove Art Online’’
2. ↑  "Cornelis Ketel." The Concise Grove Dictionary of Art. Oxford University Press, Inc., 2002.
3. ↑  James, Painters and Their Works, p. 38
4. ↑  Hearn, p. 103